# 亞茲加熱夫什奇茲納
亞茲加熱夫什奇茲納（波蘭語： [jazɡaʐɛfʂˈt͡ʂɨzna]）是波兰中东部馬佐夫舍省皮亞塞奇諾縣萊什諾沃拉市鎮的村庄。